# Xã Westfield, Quận Bureau, Illinois
Xã Westfield (tiếng Anh: Westfield Township) là một xã thuộc quận Bureau, tiểu bang Illinois, Hoa Kỳ. Năm 2010, dân số của xã này là 941 người.